# 馬扎爾部落

馬扎爾部落

马扎尔部落是马扎尔人征服喀尔巴阡盆地并建立匈牙利公國之前的最基本政治单位。像其他草原民族一样，马扎尔人征服喀尔巴阡盆地时期的馬扎爾人也分为若干部落。每個部落首领不仅掌握军权，还拥有司法权。